# Calvelle (Pereiro de Aguiar)
Calvelle (llamada oficialmente San Miguel de Calvelle) es una parroquia del municipio español de Pereiro de Aguiar, en la provincia de Orense, Galicia. 

## Organización territorial
La parroquia está formada por ocho entidades de población, constando dos de ellas en el nomenclátor del Instituto Nacional de Estadística español:
- Carballizos
- Pardieiros (Os Pardieiros)
- Parladoiro (O Parladoiro)
- Quintela
- Reboredo
- San Miguel
- Selas
- Vilarchao

## Demografía
| Gráfica de evolución demográfica de Calvelle entre 2000 y 2023 |
|                                                                |
| Datos según el nomenclátor publicado por el INE.               |